# はやみねかおる
はやみね かおる（1964年4月16日 - ）は、日本の男性小説家。三重県伊勢市出身。三重県立宇治山田高等学校、三重大学教育学部数学科卒業。ジュブナイルミステリを主に書く。

## 人物
小学校教師として、本嫌いの子供に本を薦めるうちに自分でも書き始める。1989年、『怪盗道化師（ピエロ）』が第30回講談社児童文学新人賞に佳作入選し、デビュー。
小説のあとがきには、自分の妻・2人の息子（琢人、彩人）そして本を製作するにあたって協力した人に対し、感謝の意を述べている。作品同士は世界観と登場人物を共有していることが多く、所々に散りばめられたパロディも特徴である。デビュー当時から必ず、あとがきの最後に「Good Night, And Have A Nice Dream」という一文をつけている。この文には「読書を思いっきり楽しんで欲しいという想い。そして楽しんだらゆっくり眠ってほしい」というメッセージが込められている。また、「そして５人がいなくなる」のあとがきで、面白い推理小説の条件は、「①名探偵が出てくること②「本格」の２文字がつくこと③不可解な謎が出てくること④そして、ハッピーエンドで終わること」と言っている。
夢水清志郎シリーズは、1999年にNHK教育テレビで「双子探偵」というタイトルでドラマ化された。
都会のトム&ソーヤシリーズは実写映画化されることが2019年7月28日にラゾーナ川崎店で行われたサイン会で発表され、2021年に公開された。
2015年には公式ファンブックを出版した。そして2022年に怪盗クイーンの映画化が決定した。

## 受賞歴
- 1989年 -『怪盗道化師（ピエロ）』第30回講談社児童文学新人賞佳作（竹内勇人名義）[2]
- 2001年 -『いつも心に好奇心！』第17回うつのみやこども賞[7]
- 2004年 -『ぼくと未来屋の夏』第20回うつのみや子ども賞[7]
- 2009年
  - 『名探偵夢水清志郎事件ノート』（原作）第33回講談社漫画賞（児童部門）[8]
  - 『恐竜がくれた夏休み』第26回うつのみや子ども賞[7]
- 2018年 - 『奇譚ルーム』第35回うつのみや子ども賞[7]
- 2023年 - 第61回野間児童文芸賞特別賞[9][10]

## 著作

### シリーズ作品
名探偵夢水清志郎事件ノートシリーズ
自称名探偵の夢水清志郎（ゆめみず きよしろう）と、隣人の岩崎亜衣（いわさき あい）・真衣（まい）・美衣（みい）の三つ子の三姉妹を主人公とするジュブナイルミステリ。主に亜衣の一人称で語られ、夢水は「教授」と呼ばれている。講談社青い鳥文庫。
名探偵夢水清志郎の事件簿シリーズ
名探偵夢水清志郎事件ノートシリーズのセカンドシーズン。今回の主人公は、名探偵を目指しているが、普段は大和撫子の猫をかぶっている宮里伊緒（みやさと いお）と、その妹で活発な美緒（みお）、超人気子役タレント・中島ルイ（なかじま ルイ）の3人。主に伊緒の一人称で語られる。講談社青い鳥文庫。
怪盗クイーンシリーズ
『いつも心に好奇心（ミステリー）!』でデビューした怪盗クイーンの物語。怪盗のクイーンは怪盗の美学に満足する獲物を探すため仕事上のパートナーのジョーカーと人工知能のRDと一緒にたびを繰り広げる冒険物語。講談社青い鳥文庫。2022年に映画化決定。
虹北恭助シリーズ
古本屋の少年虹北恭助（こうほく きょうすけ）が、幼馴染の響子ちゃんをワトソン役に、商店街でおこる不思議な事件に挑む。「少年少女・本格ミステリ」と銘打たれた。全5巻。講談社ノベルス。
都会のトム&ソーヤシリーズ
青い鳥文庫を卒業した少年少女たち向けの、講談社「YA!ENTERTAINMEMT」から刊行されているシリーズ。2024年11月現在、第21作目（上下巻、番外編、ゲームブック、完全ガイドを加えると30冊）まで発売されており、累計発行部数は200万部を超えている。
塾通いに追われる平凡な毎日を過ごしているが、どんな状況下でも生還できるサバイバル精神を持つ内藤内人（ないとう ないと）と、大財閥「竜王グループ」の跡取りで、学校創設以来の秀才との呼び声高い知的頭脳派だが猪突猛進なところがある竜王創也（りゅうおう そうや）の二人の中学二年生を主人公とする、街中サバイバル・ストーリー。
都会を舞台に、究極のゲームを作るために二人が冒険する様子を描く。
2019年7月28日のサイン会にて、実写映画化が発表された。
モナミシリーズ
- 『モナミは世界を終わらせる？』（2011年）
- 『モナミは宇宙を終わらせる？ We are not alone!』（2013年）
- 『モナミは時間を終わらせる？ Time waits for no one!なのだよ』（2014年）

女子高生の真野萌奈美は超ドジっ娘だが、世界を変える力を持っている。世界の終わりを防ぐために、萌奈美を守る忍者（?）丸井丸男、親友のルナに暗殺者のナル造など、さまざまな人物が繰り広げる、はやみねかおるの「本格ファンタジー」。カドカワ銀のさじ全3巻。のちに、角川文庫既刊1巻。また、KeGによる挿絵付きの『モナミは世界を終わらせる？』が角川つばさ文庫から刊行。
大中小探偵クラブシリーズ
- 『大中小探偵クラブ 神の目をもつ名探偵、誕生!』（2015年）
- 『大中小探偵クラブ 鬼腕村の殺ミイラ事件』（2016年）
- 『大中小探偵クラブ 猫又家埋蔵金の謎』（2017年）

講談社青い鳥文庫から刊行。
ディリュージョン社の提供でお送りします シリーズ
- 『ディリュージョン社の提供でお送りします』（2017年）
- 『メタブックはイメージです ディリュージョン社の提供でお送りします』（2018年）
- 『思い出の館のショウシツ』（2017年）‐『謎の館へようこそ 黒 新本格３０周年記念アンソロジー』収録

講談社タイガから刊行。
ルームシリーズ
- 奇譚ルーム（2018年）
- 夏休みルーム（2020年）

　朝日新聞出版から刊行。
（はやみねかおる『奇譚ルーム』- 朝日新聞出版HP を参照）

### シリーズ外作品
- 怪盗道化師（ピエロ）（講談社わくわくライブラリー：1990年、青い鳥文庫：2002年）
- 夏休み3部作（シリーズとして刊行されたものではない）
  - バイバイスクール -学校の七不思議事件-（講談社わくわくライブラリー：1991年、青い鳥文庫：1996年）
  - オタカラウォーズ -迷路の町のUFO事件-（講談社わくわくライブラリー：1993年、青い鳥文庫：2006年）
  - 恐竜がくれた夏休み（2009年、青い鳥文庫：2014年）
- ぼくと未来屋の夏（ミステリーランド：2003年、講談社ノベルス:2010年、青い鳥文庫:2013年）
  - 少年名探偵WHO 魔神降臨事件（2006年） - 青い鳥文庫スペシャル短編集『あなたに贈る物語』収録
  - 少年名探偵WHO 透明人間事件（2008年） - 『メフィスト』2007年5月号掲載
- 僕と先輩のマジカル・ライフ（単行本：2003年、角川文庫：2006年、角川つばさ文庫：2013年）
  - 天狗と宿題、幼なじみ（2002年） - 『殺意の時間割 ミステリ・アンソロジー4』及び『青に捧げる悪夢』収録
  - 幽霊屋敷にて人喰い鏡を見る（2009年） - 角川つばさ文庫書き下ろし短編集『きみに贈るつばさ物語』収録
  - 砂人形おどる校庭で（2010年） - 角川つばさ文庫スペシャル短編集『少年探偵と4つの謎』収録
- 赤い夢の迷宮（講談社ノベルス：2007年、講談社文庫：2010年） - 「勇嶺薫」名義
- 午前零時のシンデレラ - 『メフィスト』2008年9月号掲載
- ぼくらの先生!（2008年）
- 復活!!虹北学園文芸部（2009年）
- 打順未定、ポジションは駄菓子屋前（2009年） - YA!アンソロジー『友情リアル』収録
- 打順未定、ポジションは駄菓子屋前、契約は未更改（2013年）‐YA!アンソロジー『エール』収録
- 打順未定、ポジションは駄菓子屋前（青い鳥文庫：2018年） - YA!アンソロジーに収録された同タイトルの2作品の加筆と新作
- 帰天城の謎 ～TRICK青春版～（2010年） - ドラマ『TRICK』のオリジナルストーリー
- 後夜祭で、つかまえて（2010年） - 『ダ・ヴィンチ』2010年7月号掲載、『学園祭前夜 青春ミステリーアンソロジー』、『謎の放課後 学校のミステリー』収録
- めんどくさがりなきみのための文章教室（2020年）
- 令夢の世界はスリップする 赤い夢へようこそ －前奏曲－（2020年）  - 今までに刊行された自身の作品と何らかの形で繋がっていることがあとがきにて明記されている。
- 事件÷出汁＝名探偵誕生（2022年） - 『数は無限の名探偵』（朝日新聞出版 ナゾノベル）収録

### 未刊行作品
- 神隠島（夢水清志郎）
- 教授の初恋（夢水清志郎）
- 道化師の冒険（怪盗道化師）

## 出演
- 中部推し! みえSP「はやみねかおる〜児童ミステリー作家の舞台裏〜」（2021年8月25日, NHK）[11]